# Pablo Aguilar (gwatemalski piłkarz)
Pablo Andrés Aguilar Palacios (ur. 21 lutego 1995 w Saint Paul) – gwatemalski piłkarz z obywatelstwem amerykańskim występujący na pozycji ofensywnego pomocnika, reprezentant Gwatemali.

## Kariera klubowa
Aguilar urodził się w mieście Saint Paul, w stanie Minnesota, gdzie jego ojciec kończył wówczas studia magisterskie na University of St. Thomas. Jego rodzice są Gwatemalczykami. Ma dwóch braci oraz siostrę. Gdy miał trzy lata, cała rodzina powróciła do Gwatemali. Tam Aguilar trenował w stołecznej akademii juniorskiej Futeca Camp Elite. W wieku 15 lat zdecydował się na powrót, początkowo samotny, do Stanów Zjednoczonych, gdzie dołączył do akademii IMG Soccer Academy w Bradenton na Florydzie. Jako kapitan kategorii wiekowej do lat piętnastu zdobył z IMG Academy mistrzostwo stanowe. Trzy razy z rzędu został wybrany piłkarzem roku w akademii (2011, 2012, 2013). W rankingu portalu Top Drawer Soccer zajął drugie miejsce w rankingu najzdolniejszych juniorów na Florydzie.
Następnie Aguilar rozpoczął studia na University of Virginia, na kierunku stosunków międzynarodowych. Absolwentami tej uczelni zostali wcześniej jego brat i siostra. Występował w uczelnianej drużynie piłkarskiej Virginia Cavaliers. W 2014 roku został wybrany do NCAA College Cup All-Tournament Team, w 2016 roku do Second Team All-Atlantic Coast Conference (ACC), a w 2017 roku do USC Third Team All-South Region i Second Team All-ACC. Na ostatnim roku studiów grał też w ekipie Reading United AC na  czwartym szczeblu rozgrywek – USL Premier Development League.
W styczniu 2018 Aguilar został wybrany w MLS SuperDraft w trzeciej rundzie (z 59. miejsca) przez Houston Dynamo. Podczas przygotowań do sezonu trenował z pierwszą drużyną, lecz ostatecznie został oddelegowany do drużyny filialnej Dynamo, Rio Grande Valley FC Toros z drugiej ligi – United Soccer League. W styczniu 2019 powrócił do Gwatemali, podpisując umowę z Antigua GFC. W gwatemalskiej Liga Nacional zadebiutował 26 stycznia 2019 w przegranym 0:2 spotkaniu z Municipalem, zaś pierwszego gola strzelił 15 marca w wygranym 3:0 meczu z Petapą. Z Antiguą wywalczył mistrzostwo Gwatemali (Clausura 2019), wicemistrzostwo Gwatemali (Apertura 2019) oraz zajął drugie miejsce w superpucharze Gwatemali (2019).
W lutym 2021 Aguilar został piłkarzem krajowego potentata, Comunicaciones FC.

## Kariera reprezentacyjna
Aguilar był powoływany przez Taba Ramosa do reprezentacji Stanów Zjednoczonych U-15.
Następnie Aguilar występował w reprezentacji Gwatemali U-20 prowadzonej przez Guillermo Moralesa. W lipcu 2014 grał w eliminacjach do mistrzostw CONCACAF U-20, podczas których strzelił po golu w meczach z Nikaraguą (4:0) i Belize (3:0). W styczniu 2015 został powołany na rozgrywany na Jamajce turniej finałowy. Tam zagrał we wszystkich sześciu meczach (ale tylko w jednym w wyjściowym składzie), a jego reprezentacja zajęła trzecie miejsce w grupie i awansowała do baraży o udział w mistrzostwach świata U-20 w Nowej Zelandii. Przegrała tam z Hondurasem (1:2) i nie zakwalifikowała się na młodzieżowy mundial. 
W seniorskiej reprezentacji Gwatemali Aguilar zadebiutował za kadencji selekcjonera Waltera Claverí, 15 listopada 2018 w przegranym 0:7 meczu towarzyskim z Izraelem.